# Gillian Rubinstein
Gillian Rubinstein (pseudonim Lian Hearn, ur. 29 sierpnia 1942) – angielska pisarka.
Urodziła się w Anglii w roku 1942. Studiowała języki współczesne na Uniwersytecie w Oksfordzie. Wyemigrowała do Australii (Goolwa) w 1973, co przybliżyło ją do kraju, o którym marzyła od dzieciństwa, tj. Japonii.
Jako pisarka zadebiutowała książką pt. „Space Demons” (1987 r.). Uchodzi za pisarkę powieści z pogranicza science fiction i fantasy. Do popularniejszych powieści można zaliczyć również: „At Ardilla”, „Foxspell” oraz „Galax-Arena”.
Jej najpopularniejszym cyklem są „Opowieści rodu Otori”. W Polsce ukazały się wszystkie jego księgi, czyli: „Po słowiczej podłodze”, „Na posłaniu z trawy”, „W blasku księżyca”, „Krzyk czapli” oraz „Sieć niebios”.
Innym jej cyklem jest czteroczęściowy cykl „Opowieść o Shikanoko”, która pojawiła się w Polsce w dwóch tomach: Cesarzu ośmiu wysp oraz Panu Ciemnego Lasu.
Pseudonim pisarki wiąże się z jej dzieciństwem (Lian skrót od Gillian), a także z sagą Opowieści rodu Otori. Hearn nawiązuje do czapli (ang. heron), które są częstym tematem w tej serii.